# Прокопенко Олексій Юхимович
Прокопенко Олексій Юхимович (1925—2009) — український кінооператор, викладач. Професор (1995). Заслужений діяч мистецтв УРСР (1985). Нагороджений медалями.

## Життєпис
Народився у 1925 році в родині службовця. Учасник Великої Вітчизняної війни.
Закінчив операторський факультет Всесоюзного державного інституту кінематографії (1955). У 1955—1985 роках — оператор-постановник Київської кіностудії ім. О. П. Довженка.
З 1966 р. викладав у Київському державному інституті театрального мистецтва ім. І.Карпенка-Карого. Професор (1995).
Член Національної Спілки кінематографістів України.
Помер 30 січня 2009 р. у Києві.
Був одружений з кінознавцем, провідним редактором кіностудії імені Олександра Довженка Раїсою Прокопенко (Дорошенко; 1936—2018), з якою познайомився на зйомках фільму «Лісова пісня» (1961).

## Фільмографія
Був помічником оператора у фільмах:
- «Одного чудового дня» (1955)

Другим оператором у картинах:
- «300 років тому…» (1956)
- «Пропав безвісти» (1956)

Зняв фільми:
- «Круті сходи» (1957, у співавт. з О. Панкратьєвим)
- «Ластівка» (1957)
- «Надзвичайна подія» (1958, Премія Всесоюзного кінофестивалю, Київ, 1959)
- «Іванна» (1960, Друга премія Всесоюзного кінофестивалю, Мінськ, 1960)
- «Лісова пісня» (1961)
- «Срібний тренер» (1963)
- «Лушка» (1964)
- «До уваги громадян та організацій» (1965)
- «Десятий крок» (1966)
- «Падав іній» (1969)
- «Шлях до серця» (1970, Срібна медаль Міжнародного кінофестивалю медичних фільмів, Варна, 1971)[1]
- «Софія Грушко» (1971)
- «Абітурієнтка» (1973, у співавт. з М. Кульчицьким)
- «Друге дихання» (1974, т/ф, 2 с)
- «Прості турботи» (1975)
- «Голубі блискавки» (1978)
- «Поїзд надзвичайного призначення» (1979)
- «Історія одного кохання» (1981, т/ф, у співавт. з В. Башкатовим)
- «Стратити немає можливості» (1982)
- «Твоє мирне небо» (1984)